# 張泰階 (萬曆甲辰進士)
張泰階（？—？），字伯符，號紫台，直隶徽州府歙縣人，明朝政治人物。

## 生平
万历二十五年（1597年）丁酉科順天鄉試第十六名举人，三十二年（1604年），登甲辰科进士，吏部觀政。三十七年授户部广西司主事，三十九年京察，卒。

## 家族
曾祖張瓚。祖父張學仁。父張上椿。母謝氏。重慶下。弟泰年、泰運、泰徵、泰陛。娶吳氏。